# Calle de Santa María (Valladolid)
La calle de Santa María es una vía urbana de la ciudad de Valladolid, España.

## Descripción
Aparece descrita en Las calles de Valladolid de Juan Agapito y Revilla de la siguiente manera:

Díjose en una ocasión que se llamó en tiempos antiguos a esta calle del Pozo, por existir en ella uno, que tenía carácter público, del que se abastecía el vecindario y del que se obtenía agua para el riego de las calles; y que el título actual fue motivado en que existía una imagen de la Virgen en una casa de la misma calle. Esto pudo suceder; mas el motivo principal, y que dio título no solo a la calle, sino al barrio todo, incluyendo las de Alfareros, Alegría, Alcalleres, Peligros y Verdugo, fue dar el nombre de la Madre de Dios a la barriada o circunscripción donde estaban reunidas las viviendas de los moriscos, así que quedaron en la villa los bautizados.

Como se ha escrito en muchísimas ocasiones, fue correntísimo obligar a que los judíos y moros, como les llamaban, viviesen en barrios separados de algún modo de los cristianos, y Valladolid así como tuvo el barrio de los judíos en parte de lo que es parroquia de San Nicolás, tuvo también reunidos a los moros, y contó con judería y morería.
Los terrenos de la aljama o judería pertenecieron al monasterio de San Pablo, y los de la morería a la iglesia mayor o colegiata, y así se deduce de éste apunte del primer historiador de Valladolid, de Don Juan Antolínez de Burgos: «A más de lo dicho se comprueba llamarse el Campo de la Verdad—se refería al hoy Campo Grande— por una escritura que he visto original y en la que consta que el barrio de los moriscos era todo una huerta, de la cual marido y mujer hicieron donación al cabildo de la Santa Iglesia de Valladolid con cargo de ciertas memorias que se cumplen con toda puntualidad que acostumbra esta Santa Iglesia. Los que hicieron esta donación están enterrados en la iglesia de Nuestra Señora de la Antigua; y el cabildo mayor en el día de la octava de todos los Santos, después de haber dicho la misa en su iglesia catedral, vienen todos sus individuos con la cruz a la Santa Iglesia de la Antigua a decir el responso sobre la sepultura de los bienhechores que donaron la huerta. Esta la dio después a censo el cabildo a ciertos moriscos de Valladolid, mancomunándose todos por 30 florines de oro cada un año. Entre los linderos puestos en la escritura de censo se contiene que linda por una parte con el Campo de la Verdad».
Por su parte, Sangrador (t. II, pág. 86), citando una escritura del archivo catedral, con la signatura «leg. 3, número 43», refiere también esa huerta situada «desde el ex-convento de San Francisco hasta el ramal exterior del Esgueva», y relaciona que «Este terreno le tomó a censo la Aljama de los judíos, y consistía entonces en una media huerta con su noria, que Teresa Sánchez había donado al Cabildo con carga de ciertos aniversarios. Se otorgó la escritura censual ante Pedro García de Bertabillo en 3 de enero de 1414, en la cual se pactó que los judíos habían de pagar anualmente al Cabildo cuarenta florines de buen oro».
Bien orientado iba Sangrador Vítores; pero adquiridos los datos, seguramente, de segunda mano, le hizo caer en el error de que se trataba de la «Aljama de los judíos», cuando lo era del barrio de los moros, de la morería, pues si por el famoso Ordenamiento de 1412 contra moros y judíos, estos tomaron a censo en 1413 los terrenos de San Pablo donde emplazaron la judería, los moros en 1414 lo hacían igualmente de lo que fue el barrio de los moriscos, al extremo de la villa opuesto de aquella.
Recurro al Libro de Becerro de la Catedral, como fuente segura, y en él se encuentran unas notas curiosísimas que forman el expediente, por decirlo así, del asunto del «barrio de Santa María», y que copio al pie de la letra, con sus antecedentes.
Como dijo Sangrador, en el legajo III, número 43, bajo el epígrafe común de «Barrio de Santa María», están los documentos que se extractan en el Becerro de esta manera:
«Donación de una media huerta a la Puerta del Campo».
«En la era de 1379. que es el año 1341, Theresa Sánchez, muger que fué de Juan Pérez de Cal de francos, hizo donación inter vivos al Prior y Cabildo desta Sta. Iglesia, de una media huerta con la mitad de un pozo y noria, que tenía aquí en Vallad, a la Puerta del campo de la verdad dentro del muro de dicha villa, que tenía por linderos, de la una parte, casas de sus hixas Dueñas de Sta. Clara, y de la otra parte afronta a la calle publica que va a la dicha Puerta del Campo, y de la otra parte, la carrera que es entre la dicha puerta y la Huerta de los frailes menores (San Francisco) de aquí de Valladolid y llega a la calle de Olleros, y de la otra parte, afronta a los Ornos de los Olleros; hace la donación con carga de varios aniversarios, como parece por la escritura que pasó ante Sancho González, escribano del Cabildo, a 25 de Mayo de 1341.—En el mismo día juntos en cavildo dieron poder a Martín Alfonso, Racionero, y a Juan Pérez de Burgos, Compañero de esta Iglesia, para aceptar la susodicha escritura y obligarse a los aniversarios, según documento otorgado por el mismo escrivano Sancho González».
La escritura a que se refiere se encuentra en el legajo XVII, número 2, y no transcribo el extracto, porque, en lo esencial, repite la nota anterior, añadiendo el detalle de las cargas a que se obligaba el Cabildo, entre ellas «responsos en la Capilla de Sta. Inés, donde se manda enterrar la Theresa Sánchez... y hagan otra Procesión y fiesta el día de San Briz, que es tres dias después de San Martin».
«Venta de la otra mitad de la huerta antecedente». «En la era de 1383, que es el año 1345, García Pérez, hijo de Juan Pérez de Valladolid, vendió a Juan González, Prior desta Sta. Iglesia, en voz y nombre del Cavildo della, la mitad de una huerta que había comprado de Theresa Pérez [era Sánchez], muger que fue de Juan Pérez, Marrano, cerca de la puerta que dicen del Campo de la Verdad. Linderos: de la una parte, la mitad de dicha huerta que es del dicho Cabildo, y de la otra parte, la Ronda que es entre la cerca de tierra de aquí de Valladolid y la dicha Huerta, y de la otra parte, la calle que va de la Iglesia de Santiago a la Puerta de Theresa Gil, y de la otra parte, los corrales que dicen los Olleros, por precio y quantia de 1600 mrs.—Pasó la escritura ante Pedro Pérez, escribano, a 22 de junio de dicho año».
«Aljama de los Moros». «Este barrio de Sta. Maria tuvo su principio el año 1414, que la aljama de los Moros tomaron a censo perpetuo una media huerta con su noria, que Theresa Sánchez habia dado al Cabildo, con carga de ciertos aniversarios, y en ella fabricaron casa los Moros para vivir en esta Villa, con ciertas condiciones que se expresan en el contrato pasado ante Pedro García de Bertavillo, Notario Publico, de las cuales es la principal el pago de quarenta florines, en cada un año, de buen oro.—Al verificarse la expulsión de los Moriscos, obtuvo el Cabildo carta ejecutoria de la Real Chancillería, reconociendo a su favor, el suelo del Barrio de Sta. Maria.—Se halla tal documento en pergamino unido a este num.° del presente legajo».
Por otro lado, documentalmente se demuestra también, que el barrio de Santa María fue la morería: lo tengo publicado en mi librito Los privilegios de Valladolid, entre los cuales está registrado el de 5 de enero de 1515, por el cual se «hizo merced a esta villa... de exentar como exento... 30 casas del barrio de Santa Maria, que antes se llamaba la morería, en que vivían carpinteros y otros oficiales de carpintería... con la obligación de que las 30 personas que habitasen las dichas 30 casas se obligasen a asistir con las erramientas que fuese menester para atajar los fuegos que en la dicha villa hubiese»; dato que se complementa con muchos acuerdos del Regimiento de los que he de mencionar el de 19 de julio de 1497, en el cual se dice que «fue acordado y mandado por los dhos corregidor y Regidores que los moros obligados al fuego...»; el de 28 de enero de 1499 que dice: «Este dho dia mandaron librar a los treynta moros obligados al fuego los tres mili mrs»; y el de 20 de noviembre de 1600 por el que se insistía en mandar que los moriscos vayan a vivir al barrio de Santa María, donde siempre han estado, omitiendo otros más que expresan lo mismo.
El barrio, pues, de los moros, o la morería, se tituló, hasta oficialmente, barrio de Santa María cuando "se cristianizó, por decirlo así, aquel, como ocurrió muchísimas veces que al convertirse judíos o moros llevaron luego el apellido de Santa María.

La calle principal de la barriada de Santa María era la actual, y por eso tomó tal nombre, o al revés, lo que en este caso es igual, se llamó a la calle de Santa María, y, por ser la más importante del paraje dio designación al barrio. Sin embargo de ello, el nombre oficial que tenía antes del 29 de abril de 1843 en que se la puso el de Santa María, era el de «calle del Lobo», por no recuerdo qué historias y leyendas que me contaba mi abuelo.